# Герб на Сомалия
Гербът на Сомалия е приет на 10 октомври 1956 година. Леопардите, които държат щита са били използвани и от италианската администрация. До 8 юни 1919 година герба на Сомалия е представлявал щит разделен на две с хоризонтална вълниста бяла линия. Горната част е небесносиня с леопард и една петлъчна звезда, а долната – червена с две шестлъчни звезди.

## Предишни гербове
- Герб на Италианска Сомалия
- Герб на Британска Сомалия (1950-1960)